# Blue Valentine
Pour les articles homonymes, voir Valentine.
Ne pas confondre avec le film Blue Valentine, sorti en 2010.
Albums de Tom Waits
Foreign Affairs
(1976) Heartattack and Vine
(1980)
Blue Valentine est un album de Tom Waits sorti en 1978 sur le label Asylum Records.

## Historique
Avec Blue Valentine, Tom Waits introduit pour la première fois claviers et guitares électriques pour un ton plus rock.
Somewhere est une reprise issue de West Side Story, comédie musicale du compositeur Leonard Bernstein et du parolier Stephen Sondheim.
Kentucky Avenue est le nom de la rue dans laquelle a grandi Tom Waits.
La femme photographiée avec Tom Waits sur la pochette arrière de l'album est Rickie Lee Jones.

## Titres
Paroles et musique de Tom Waits, sauf Somewhere.
1. Somewhere (Leonard Bernstein / Stephen Sondheim) - 3:53
2. Red Shoes By The Drugstore - 3:14
3. Christmas Cards From A Hooker In Minneapolis - 4:33
4. Romeo Is Bleeding - 4:52
5. 29 Dollars - 8:15
6. Wrong Side Of The Road - 5:14
7. Whistlin' Past The Graveyard - 3:17
8. Kentucky Avenue - 4:49
9. A Sweet Little Bullet From A Pretty Blue Gun - 5:36
10. Blue Valentines - 5:49

## Musiciens
- Tom Waits : chant, piano, guitare électrique
- Ray Crawford, Roland Bautista, Alvin « Shine » Robinson : guitare électrique
- Scott Edwards, Jim Hughart, Byron Miller : basse
- Da Willie Gonga (George Duke), Harold Battiste : piano
- Charles Kynard : orgue
- Herbert Hardesty, Frank Vicari : saxophone ténor
- Rick Lawson, Earl Palmer, Chip White : batterie
- Bob Alcivar : direction de l'orchestre sur Somewhere